# Pumpkinhead II: Blood Wings
Pumpkinhead II: Blood Wings (Brasil: Pumpkinhead - O Retorno )  é um filme produzindo nos Estados Unidos em 1993, co-escrito por Andrew Osborne e Constantine Chachornia e dirigido por Jeff Burr.
Continuação do filme cult "Pumpkinhead: A Vingança do Diabo" (Pumpkinhead) (1988).
O filme recebeu críticas negativas mas é considerado pelos críticos uma sequência "divertida" mas sem noção.

## Sinopse
A criatura Pumpkinhead (Cabeça de Abóbora) retorna para mais um banho de sangue e vingança e como sempre há um preço....  
Estranhos assassinatos aterrorizam a cidade de Ferren Woods. O xerife local investiga e descobre que o responsável é o espírito de criatura assassinada no local há anos, que busca vingança.

## Elenco
- Andrew Robinson ... Sean Braddock
- Ami Dolenz ... Jenny Braddock
- Soleil Moon Frye ... Marcie
- J. Trevor Edmond ... Danny Dixon
- Hill Harper ... Peter
- Alexander Polinsky... Paul
- Mark McCracken ... Pumpkinhead
- Steve Kanaly ... Judge Dixon
- Gloria Hendry ... Delilah Pettibone
- R.A. Mihailoff ... Red Byers
- Linnea Quigley ... Nadine
- Kane Hodder ... Keith Knox